# 坤河达斡尔族满族乡
坤河达斡尔族满族乡是中华人民共和国黑龙江省黑河市爱辉区下辖的一个民族乡。

## 行政区划
坤河达斡尔族满族乡下辖以下村级行政区划单位：
坤河村、富拉尔基村、红旗村、新民村、兰旗村和黄旗营子村。